# Publicación (hacer público)

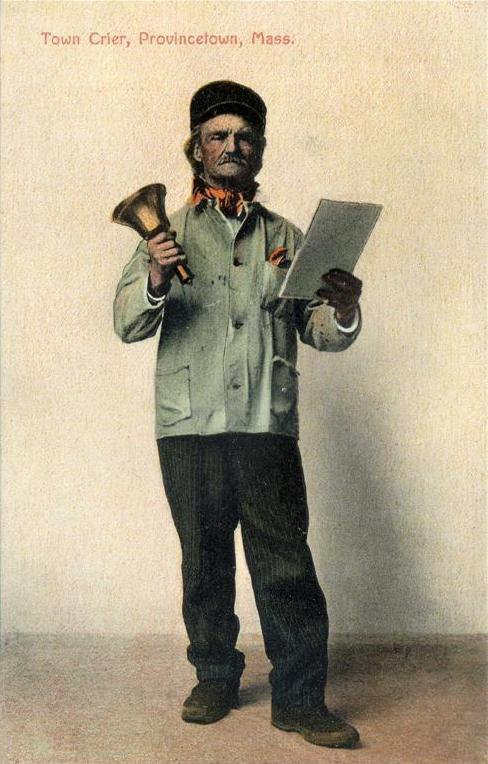
Pegonero de Provincetown (Massachusetts) en 1909.

La publicación (del latín publicare ‘hacer público’), en el origen designa la acción que consiste en llevar cierta información al conocimiento del público, o sea, «a publicarla». De esta manera, se hace usual decir que se publica una ley, o las cifras de desocupados, o los resultados del balance de una organización.
Por extensión, el término también adquirió el sentido de impresión, o sea de aparición o de puesta en venta de una obra impresa (periódico, libro, etcétera). En el lenguaje corriente, se le da el nombre de publicación a la obra efectivamente publicada (libro, artículo, revista, documento). También se habla de publicaciones científicas, de publicaciones clandestinas, de publicaciones especializadas, etcétera.
En el aspecto histórico, corresponde señalar la figura del pregonero, oficial público que en alta voz daba difusión a los pregones, para hacer público y notorio todo lo que se quería hacer saber a la población.
En fin, en un sentido más moderno, la publicación igualmente designa la puesta a disposición de datos o de informaciones o de documentos en un entorno informático, en particular registrando los mismos en un determinado banco de datos en Internet o en alguna otra red (publicación en línea, publicación electrónica, publicación digital).
El término también puede ser sinónimo de edición de documentos, como por ejemplo al decir «publicación asistida por ordenador» (o PAO).

## Reglamentaciones

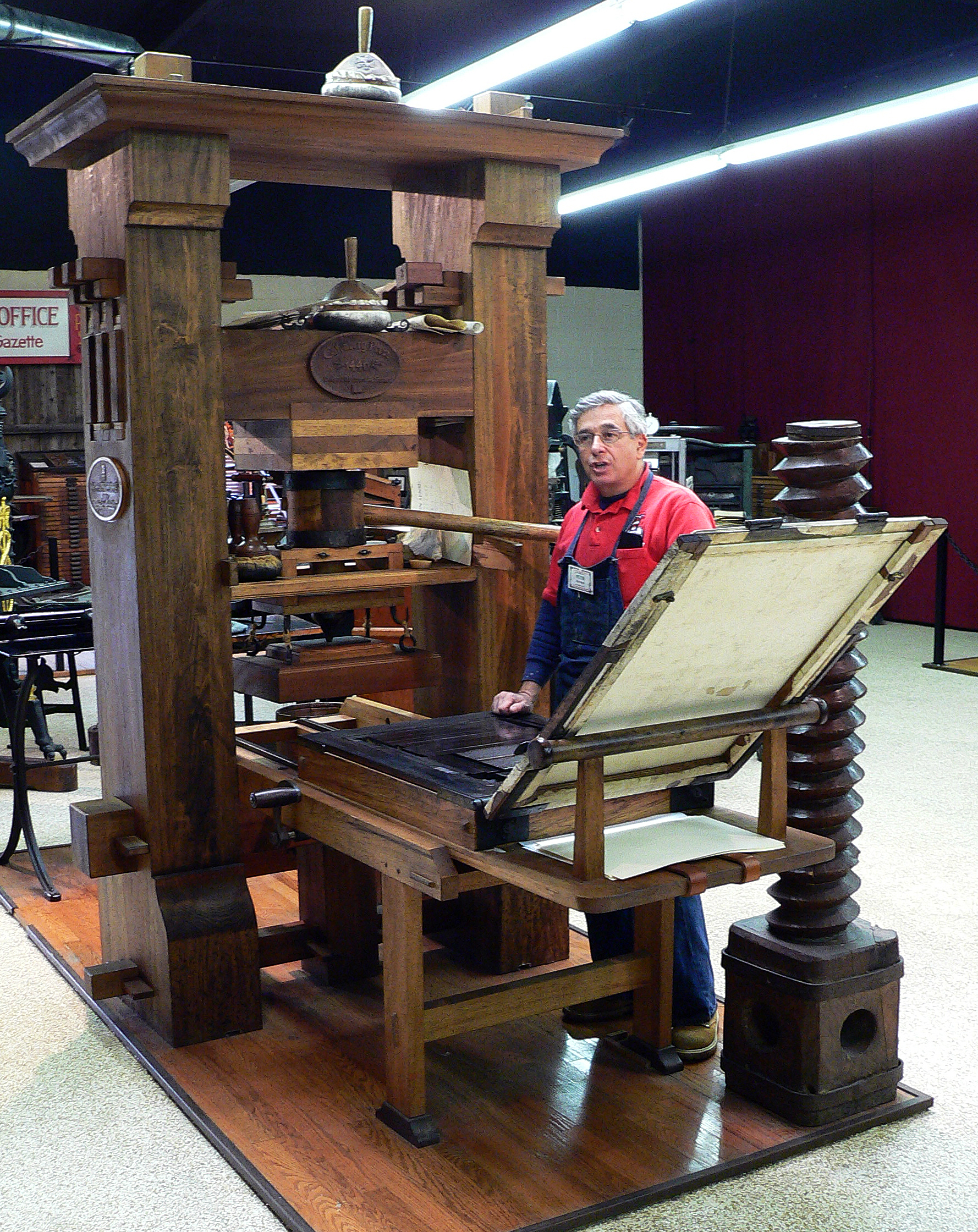
Imprenta de Gutemberg en el International Printing Museum.

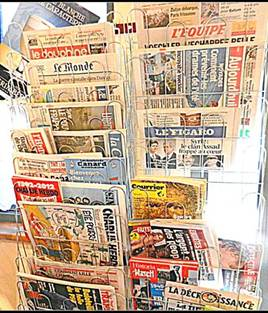
Revistero en Francia, 19 de julio de 2012.

Las publicaciones están sometidas a diferentes reglamentaciones jurídicas en casi todos los países del mundo.
- En Francia, la Loi sur les publications destinées à la jeunesse (Ley sobre las publicaciones destinadas a la juventud)[1] prohíbe presentar en periódicos dirigidos a niños y adolescentes, bajo un ángulo favorable, «crímenes o delitos que desmoralizan o menosprecian a la infancia o a la juventud, o que se orientan a inspirar odios raciales».

- También en Francia, la Loi relative à la publication et à la diffusion de certains sondages d'opinion (Ley relativa a la publicación y difusión de sondajes de opinión)[2] reglamenta la difusión de encuestas y de proyecciones en oportunidad de un referéndum o de una elección nacional.

## Frecuencia de aparición de los periódicos
Según los casos, puede que ciertas publicaciones aparezcan de manera regular o con cierta periodicidad. A las publicaciones con estas características se les llama «publicaciones periódicas» o «periódicos».
Términos más precisos designan los diferentes tipos de periódicos :
- un diario o un cotidiano, aparece todos los días o casi todos los días (por ejemplo, algunos no aparecen los domingos, otros no aparecen en dos o tres jornadas señaladas de cada año);
- un bisemanal aparece dos veces cada semana;
- un semanario aparece una vez cada semana;
- un quincenal aparece una vez cada dos semanas;
- un mensual aparece una vez cada mes;
- un bimestral aparece una vez cada dos meses;
- un trimestral aparece cada tres meses;
- un cuatrimestral aparece cada cuatro meses;
- un semestral aparece cada seis meses;
- un anual aparece una vez por año;
- un bienal o bisanual aparece cada dos años.